# Xanthopimpla oculata
Xanthopimpla oculata är en stekelart som beskrevs av Henry Keith Townes, Jr. och Chiu 1970. Xanthopimpla oculata ingår i släktet Xanthopimpla och familjen brokparasitsteklar. Inga underarter finns listade i Catalogue of Life.